# Super Show-Down (2018)
Super Show-Down 2018 là một sự kiện đấu vật chuyên nghiệp pay-per-view (PPV) và sự kiện WWE Network, được sản xuất bởi WWE cho các nhãn hiệu Raw và SmackDown. Nó sẽ được tổ chức vào ngày 6 tháng 10 năm 2018, tại Melbourne Cricket Ground ở Melbourne, Úc.

## Cốt truyện
Bài này sẽ bao gồm các kết quả phù hợp với cốt truyện theo kịch bản, với các kết quả được xác định trước bởi WWE của các nhãn hiệu Raw và SmackDown. Cốt truyện sẽ được sản xuất trên các chương trình truyền hình hàng tuần của WWE, Monday Night Raw và SmackDown Live.
Vào ngày 16 tháng 6 năm 2018, Vince McMahon đã công bố trên Twitter rằng The Undertaker sẽ đấu với Triple H. Đây sẽ là lần đầu tiên The Undertaker và Triple H đấu với nhau kể từ WrestleMania XXVIII khi The Undertaker đánh bại Triple H trong trận đấu Hell in a Cell với Shawn Michaels là trọng tài đặc biệt để giúp anh có streak WrestleMania thành 20–0.

## Trận đấu
| #                                                                   | Matches*                    | Thể loại     |
| ------------------------------------------------------------------- | --------------------------- | ------------ |
| 1                                                                   | The Undertaker vs. Triple H | Trận đấu đơn |
| 2                                                                   | John Cena vs. Kevin Owens   | Trận đấu đơn |
| - (c) – chỉ người vô địch bước vào trận đấu *Card subject to change |                             |              |